# Santo Tirso de Prazins
Santo Tirso de Prazins (llamada oficialmente Prazins (Santo Tirso)) era una freguesia portuguesa del municipio de Guimarães, distrito de Braga.

## Historia
Fue suprimida el 28 de enero de 2013, en aplicación de una resolución de la Asamblea de la República portuguesa promulgada el 16 de enero de 2013 al unirse con la freguesia de Corvite, formando la nueva freguesia de Prazins Santo Tirso e Corvite.